# 中国外国文学学会
中国外国文学学会，是由中华人民共和国外国文学工作者组成的社会组织，成立于1978年12月，挂靠单位为中国社会科学院外国文学研究所。

## 下设分会
中国外国文学学会下设15个分会：
印度文学研究分会、法国文学研究分会、日本文学研究分会、西葡拉美文学研究分会、莎士比亚研究分会、阿拉伯文学研究分会、德语文学研究分会、朝鲜-韩国文学研究分会、教学研究分会、俄罗斯文学研究分会、理论与比较诗学研究分会、意大利文学研究分会、英语文学研究分会、英国文学研究分会、比较文学与跨文化研究分会。

## 会长
历任会长：冯至、季羡林、黄宝生、陈众议
现任会长：程巍